# 2021–2022-es EHF-bajnokok ligája
A 2021–2022-es EHF Bajnokok Ligája az európai kézilabda-klubcsapatok legrangosabb tornájának 62. kiírása, ezen a néven pedig a 29.

## Lebonyolítás
A torna lebonyolításán az előző évhez képest nem változtattak.
22 csapat jelezte indulási szándékát a bajnokságban. Az EHF úgy döntött, hogy ebben a szezonban sem rendeznek kvalifikációs tornákat, a 16 indulót több különféle szempont szerint választották ki. Tíz csapat, amely megnyerte saját nemzeti bajnokságát automatikus résztvevője a BL-nek, a fennmaradó hat helyet a többi jelentkező csapatból választotta ki az EHF.
A csoportkörbe jutott 16 csapatot két csoportba sorolták. A csoportokból a csoportgyőztes és a második helyezett egyből a negyeddöntőbe jut, a 3-6. helyezettek pedig a nyolcaddöntőbe.
A negyeddöntőből továbbjutó csapatok jutnak a 2022. június 18-19-én megrendezendő kölni Final Fourba, ahol eldől a bajnoki cím sorsa.

## Csapatok
Ebben a Bajnokok Ligája szezonban a következő csapatok indulnak.
| Fix indulók             | Fix indulók         | Fix indulók      | Fix indulók         |
| ----------------------- | ------------------- | ---------------- | ------------------- |
| Zagreb                  | Aalborg             | Barcelona        | Pick Szeged         |
| Paris Saint-Germain     | THW Kiel            | Vardar Szkopje   | Porto               |
| Vive Targi Kielce       | Flensburg-Handewitt |                  |                     |
| Szabadkártyával indulók |                     |                  |                     |
| Meskov Breszt           | Telekom Veszprém KC | Elverum Håndball | CS Dinamo București |
| Montpellier             | Motor Zaporizzsja   |                  |                     |

## Csoportkör

### A csoport
| #  | Csapat           | M  | Gy | D | V  | G+  | G–  | Gk  | P  |
| -- | ---------------- | -- | -- | - | -- | --- | --- | --- | -- |
| 1. | Aalborg          | 14 | 11 | 0 | 3  | 453 | 410 | +43 | 22 |
| 2. | THW Kiel         | 14 | 10 | 1 | 3  | 427 | 395 | +32 | 21 |
| 3. | Pick Szeged      | 14 | 8  | 3 | 3  | 412 | 392 | +20 | 19 |
| 4. | Montpellier      | 14 | 7  | 3 | 4  | 424 | 409 | +15 | 17 |
| 5. | Vardar Szkopje   | 14 | 6  | 1 | 7  | 379 | 368 | +11 | 13 |
| 6. | Elverum Håndball | 14 | 3  | 2 | 9  | 417 | 449 | –32 | 8  |
| 7. | RK Zagreb        | 14 | 3  | 2 | 9  | 351 | 385 | –34 | 8  |
| 8. | Meskov Breszt    | 14 | 1  | 2 | 11 | 342 | 397 | –55 | 4  |

| AAL   | THW   | SZE   | MON   | VAR   | ELV   | ZAG   | BRE   |
| ----- | ----- | ----- | ----- | ----- | ----- | ----- | ----- |
|       | 35–33 | 34–30 | 36–28 | 33–29 | 32–27 | 31–25 | 34–33 |
| 31–28 |       | 32–32 | 35–26 | 32–30 | 41–36 | 36–28 | 10–0  |
| 31–28 | 30–26 |       | 29–29 | 34–31 | 30–34 | 30–21 | 28–26 |
| 31–33 | 37–30 | 29–29 |       | 25–28 | 39–32 | 24–23 | 32–26 |
| 30–28 | 26–29 | 27–30 | 25–31 |       | 39–30 | 20–19 | 35–27 |
| 28–34 | 30–31 | 24–27 | 30–37 | 27–27 |       | 30–25 | 32–33 |
| 24–34 | 27–28 | 26–24 | 22–25 | 23–22 | 27–27 |       | 31–24 |
| 30–33 | 30–33 | 25–28 | 31–31 | 0–10  | 27–30 | 30–30 |       |

### B csoport
| #  | Csapat              | M  | Gy | D | V  | G+  | G–  | Gk  | P  |
| -- | ------------------- | -- | -- | - | -- | --- | --- | --- | -- |
| 1. | Vive Tauron Kielce  | 14 | 10 | 0 | 4  | 449 | 415 | +34 | 20 |
| 2. | FC Barcelona        | 14 | 9  | 2 | 3  | 420 | 369 | +51 | 20 |
| 3. | Paris Saint-Germain | 14 | 8  | 2 | 4  | 452 | 396 | +56 | 18 |
| 4. | Telekom Veszprém KC | 14 | 8  | 1 | 5  | 449 | 423 | +26 | 17 |
| 5. | Porto               | 14 | 4  | 3 | 7  | 375 | 408 | –33 | 11 |
| 6. | Flensburg-Handewitt | 14 | 4  | 2 | 8  | 381 | 401 | –20 | 10 |
| 7. | Dinamo București    | 14 | 4  | 0 | 10 | 415 | 470 | –55 | 8  |
| 8. | Motor Zaporizzsja   | 14 | 4  | 0 | 10 | 312 | 371 | –59 | 8  |

| KIE   | BAR   | PSG   | VES   | POR   | FLE   | BUK   | ZAP   |
| ----- | ----- | ----- | ----- | ----- | ----- | ----- | ----- |
|       | 29–27 | 38–33 | 32–29 | 39–33 | 37–29 | 34–29 | 33–27 |
| 30–32 |       | 30–27 | 35–30 | 38–31 | 29–22 | 36–32 | 36–25 |
| 32–27 | 28–28 |       | 39–40 | 33–19 | 33–30 | 41–30 | 40–32 |
| 35–33 | 29–28 | 34–31 |       | 28–28 | 28–23 | 47–32 | 36–29 |
| 29–27 | 33–33 | 30–39 | 23–30 |       | 28–27 | 31–32 | 10–0  |
| 25–33 | 21–25 | 27–27 | 30–27 | 26–26 |       | 37–30 | 34–27 |
| 32–29 | 30–35 | 31–39 | 31–29 | 26–27 | 20–28 |       | 33–29 |
| 25–26 | 0–10  | 0–10  | 29–27 | 30–27 | 31–22 | 28–27 |       |

## Egyenes kieséses szakasz
Az egyenes kieséses szakaszba 12 csapat jut. Az A és B csoport győztesei és második helyezettjei automatikusan a negyeddöntőbe kerülnek, a 3-6. helyezettek a nyolcaddöntőbe.

### Nyolcaddöntők
| 1. csapat           | Össz. | 2. csapat           | 1. mérk. | 2. mérk. |
| ------------------- | ----- | ------------------- | -------- | -------- |
| Flensburg-Handewitt | 60–57 | Pick Szeged         | 25–21    | 35–36    |
| Elverum Håndball    | 60–67 | Paris Saint-Germain | 30–30    | 30–37    |
| Porto               | 56–64 | Montpellier         | 29–29    | 27–35    |
| Vardar Szkopje      | 53–61 | Telekom Veszprém KC | 22–30    | 31–31    |

### Negyeddöntők
| 1. csapat           | Össz. | 2. csapat          | 1. mérk. | 2. mérk. |
| ------------------- | ----- | ------------------ | -------- | -------- |
| Telekom Veszprém KC | 71–66 | Aalborg            | 36–29    | 35–37    |
| Montpellier         | 50–61 | Vive Tauron Kielce | 28–31    | 22–30    |
| Paris Saint-Germain | 62–63 | THW Kiel           | 30–30    | 32–33    |
| Flensburg-Handewitt | 53–60 | FC Barcelona       | 29–33    | 24–27    |

### Final Four
A Final Four-t Kölnben, a Lanxess Arenában rendezték.
|  |                     |                     |                   |                   |        |              |              |        |
|  | Elődöntők           | Elődöntők           | Elődöntők         |                   |        | Döntő        | Döntő        | Döntő  |
|  | Elődöntők           | Elődöntők           | Elődöntők         |                   |        | Döntő        | Döntő        | Döntő  |
|  | június 18.          |                     |                   |                   |        |              |              |        |
|  |                     |                     |                   |                   |        |              |              |        |
|  | THW Kiel            | THW Kiel            | 30                |                   |        |              |              |        |
|  | THW Kiel            | THW Kiel            | 30                | június 19.        |        |              |              |        |
|  | FC Barcelona        | FC Barcelona        | 34                |                   |        |              |              |        |
|  | FC Barcelona        | FC Barcelona        | 34                |                   |        | FC Barcelona | FC Barcelona | 32 (5) |
|  | június 18.          |                     |                   |                   |        | FC Barcelona | FC Barcelona | 32 (5) |
|  |                     |                     | Vive Targi Kielce | Vive Targi Kielce | 32 (3) |              |              |        |
|  | Telekom Veszprém KC | Telekom Veszprém KC | Vive Targi Kielce | Vive Targi Kielce | 32 (3) | 35           |              |        |
|  | Telekom Veszprém KC | Telekom Veszprém KC |                   |                   |        |              |              |        |
|  | Vive Targi Kielce   | Vive Targi Kielce   | 37                |                   |        |              |              |        |
|  | Vive Targi Kielce   | Vive Targi Kielce   | 37                | Bronzmérkőzés     |        |              |              |        |
|  |                     |                     |                   |                   |        |              |              |        |
|  | június 19.          |                     |                   |                   |        |              |              |        |
|  |                     |                     |                   |                   |        |              |              |        |
|  | THW Kiel            | THW Kiel            | 34 (3)            |                   |        |              |              |        |
|  | THW Kiel            | THW Kiel            | 34 (3)            |                   |        |              |              |        |
|  | Telekom Veszprém KC | Telekom Veszprém KC | 34 (1)            |                   |        |              |              |        |
|  | Telekom Veszprém KC | Telekom Veszprém KC | 34 (1)            |                   |        |              |              |        |

## Statisztikák

### Góllövőlista
| #   | Játékos          | Csapat              | Gól |
| --- | ---------------- | ------------------- | --- |
| 1.  | Aleix Gómez      | Barcelona           | 104 |
| 2.  | Dika Mem         | FC Barcelona        | 100 |
| 3.  | Petar Nenadić    | Telekom Veszprém KC | 93  |
| 4.  | Felix Claar      | Aalborg             | 88  |
| 4.  | Gašper Marguč    | Telekom Veszprém KC | 88  |
| 6.  | Kamil Syprzak    | Paris Saint-Germain | 86  |
| 7.  | Jahja Omar       | Telekom Veszprém KC | 83  |
| 8.  | Tobias Grøndahl  | Elverum Håndball    | 81  |
| 8.  | Hampus Wanne     | Flensburg-Handewitt | 81  |
| 10. | Arkadiusz Moryto | Vive Targi Kielce   | 79  |

### Díjak
Az All Star-csapatot 2022. június 17-én hirdették ki.
| Poszt      | Játékos                            |
| ---------- | ---------------------------------- |
| Kapus      | Niklas Landin Jacobsen (THW Kiel)  |
| Jobbszélső | Aleix Gómez (Barcelona)            |
| Jobbátlövő | Dika Mem (Barcelona)               |
| Irányító   | Kentin Mahé (Telekom Veszprém)     |
| Balátlövő  | Petar Nenadić (Telekom Veszprém)   |
| Balszélső  | Hampus Wanne (Flensburg-Handewitt) |
| Beálló     | Kamil Syprzak (PSG)                |

Egyéb díjak
- MVP:  Arcjom Karaljok (Vive Targi Kielce)
- Legjobb védőjátékos  Hendrik Pekeler (THW Kiel)
- Legjobb fiatal játékos  Tobias Grøndahl (Elverum Håndball)
- Legjobb edző  Talant Dujsebajev (Vive Targi Kielce)